# (73150) 2002 GX100
(73150) 2002 GX100 – planetoida z pasa głównego asteroid okrążająca Słońce w ciągu 3,98 lat w średniej odległości 2,51 j.a. Odkryta 10 kwietnia 2002 roku.